# Балш (Јаши)
Балш (рум. Balș) насеље је у Румунији у округу Јаши у општини Балш. Oпштина се налази на надморској висини од 114 m.

## Становништво
Према подацима из 2002. године у насељу је живело 1441 становника, од којих су сви румунске националности.